# Каналито, Ли
Ли Каналито (англ. Lee Canalito; род. 24 ноября 1953, Хьюстон, Техас, США) — американский боксёр-профессионал и киноактёр. Выступал под прозвищем «Итальянский жеребец» (англ. Italian Stallion). Каналито принадлежит к малой группе боксеров-тяжеловесов, которые за время своей профессиональной карьеры не потерпели ни одного поражения. Тем не менее его выдающийся результат несколько обесценивается тем фактом, что за время своей профессиональной карьеры Ли не провёл ни одного боя с рейтинговыми бойцами и ни разу не участвовал в элиминаторе за право стать обязательным претендентом на титульный бой. Также Каналито известен как киноактёр, наибольшую известность ему принесла роль Виктора Карбони в социальной драме «Адская кухня», которую срежиссировал Сильвестр Сталлоне в 1978 году.

## Биография

### Ранние годы
Ли Каналито родился 24 ноября 1954 года в Хьюстоне, штат Техас. Посещал школу Sterling High School, которую закончил в 1973 году. В школьные годы Ли занимался спортом, выступал за школьную команду по американскому футболу. В 1971 году Каналито за успехи в спорте был включён журналом Parade в состав ежегодной Всеамериканской футбольной команде старших школ. Во время учёбы он не имел проблем с законом, не злоупотреблял алкогольными и наркотическими веществами. После окончания средней школы поступил в Хьюстонский университет, где также выступал за команду университета по американскому футболу. После травмы колена оставил футбол и занялся боксом. Его любительская карьера продолжалась всего 7 боев, в ходе которых Каналито стал победителем местного турнира «Золотые перчатки» среди любителей бокса из Хьюстона. После победы на Ли обратил внимание известный тренер Анджело Данди, при содействии которого в начале 1977 года Каналито начинает профессиональную карьеру в боксе.

### Профессиональная карьера
Первый профессиональный бой Каналито провёл 29 января 1977 года. Его противником стал Джонни Блэйн, в активе которого было 11 боев, 9 из которых он проиграл. Блэйн был нокаутирован во 2-м раунде. После ещё двух проведённых боев, в которых Каналито одерживает победы нокаутом, в мае 1977 года Ли вышел на ринг против Грега Соррентино, который слыл довольно приличным бойцом. В этом бою Каналито победил по очкам единогласным решением судей. После этого боя из-за участия в съёмках фильма, Ли Каналито не выходил на ринг 19 месяцев. Очередной профессиональный бой он провёл лишь 5 декабря 1978 года против начинающего боксёра Дэйва Боуэна, которого нокаутировал в 1-м раунде. На протяжении 1979 года Каналито провёл ещё 3 боя против малоизвестных бойцов — 16 марта 1979 года Ли нокаутировал опытнейшего Чарли Полита, в активе которого было 57 боев, а 9 ноября 1979 года отправил в нокаут Денниса Джордана. После этого боя Джордан ушёл из бокса, а Каналито покинул бокс на 3 года. В это время Анджело Данди прекращает сотрудничество с Ли. В июле 1982 года Каналито вернулся в бокс. В период с июля 1982 по март 1985 года он провёл 9 боев против слабых или начинающих боксёров, в которых одержал 9 побед, 8 из которых нокаутом. 28 сентября 1985 года Ли Каналито вышел на ринг против известного джорнимена Стива Зоуски, первого серьёзного соперника в карьере Каналито. В бою победу одержал Ли Каналито, после того как угол Зоуски не выпустил боксера на ринг после 7-го раунда из-за полученной травмы. После победы над Зоуски, Ли провёл ещё 3 боя против начинающих боксёров, после чего в сентябре 1987 года ушел из бокса окончательно. Таким образом Ли Каналито провёл на профессиональном уровне 21 бой, в которых не потерпел ни одного поражения.

### После бокса
Завершив карьеру боксёра Ли Каналито около 20 лет работал в Лос-Анджелесе персональным фитнес-тренером, после чего вернулся в родной Хьюстон, где открыл собственный боксёрский зал Lee Canalito’s VIP Boxing Gym и занялся обучением частных клиентов, как любителей, так и профессиональных бойцов. Также в течение нескольких лет Ли сотрудничал с хьюстонскими школами в сфере занятий боксом и фитнесом.

## Кинокарьера
В 1977 году Каналито исполнил главную роль в фильме Сильвестра Сталлоне «Адская кухня», которая принесла ему известность. При содействии Сталлоне Каналито продолжил свою кинокарьеру и впоследствии снялся в фильмах «Стеклянные джунгли», «Император Бронкса» и в сериале «Частный детектив Магнум». Каналито должен был исполнить роль Тарзана в фильме «Тарзан, человек-обезьяна», но в последний момент был заменён на Майлза О’Киффи.

## Фильмография
- 1978 — «Адская кухня» — Виктор Карбони (к/ф)
- 1978 — «Шоу Майкла Дугласа[англ.]» — самого себя (т/с, эпизод #18.43)
- 1983 — «Частный детектив Магнум» — Кларенс (т/с, эпизод #3.22)
- 1988 — «Стеклянные джунгли» — Катлер (к/ф)
- 1990 — «Император Бронкса» — Отец Тони (к/ф)